# جان آرچر
جان آرچر (انگلیسی: John Archer; ۱۲ فوریهٔ ۱۹۲۴ – ۱۲ مارس ۱۹۹۹) فرد نظامی اهل بریتانیا بود. وی همچنین برندهٔ جوایزی همچون نشان حمام و نشان امپراتوری بریتانیا شده‌است.